# Граховина, Карл
Карл Граховина (нем. Karl Hrachowina; 28 января 1845, Пешт — 21 февраля 1896, Вена) — австрийский график.
Специалист, прежде всего, по шрифтам и орнаментам. Подготовил переиздание иллюстрированного трактата Иоганна Теодора де Бри «Новый искусный алфавит» (в первом выпуске серии «Vorlagen für das Kunstgewerbe», 1886), опубликовал обзорный труд «Инициалы, алфавиты и рамки различных эпох искусства» (нем. Initialen, Alphabete und Randleisten verschiedener Kunstepochen; 1883—1884, 2-е изд. 1897).
Бо́льшую часть жизни Граховина преподавал в венской Художественно-промышленной школе, где наиболее известным из его учеников был Густав Климт.